# Kur-Apotheke (Bad Reichenhall)

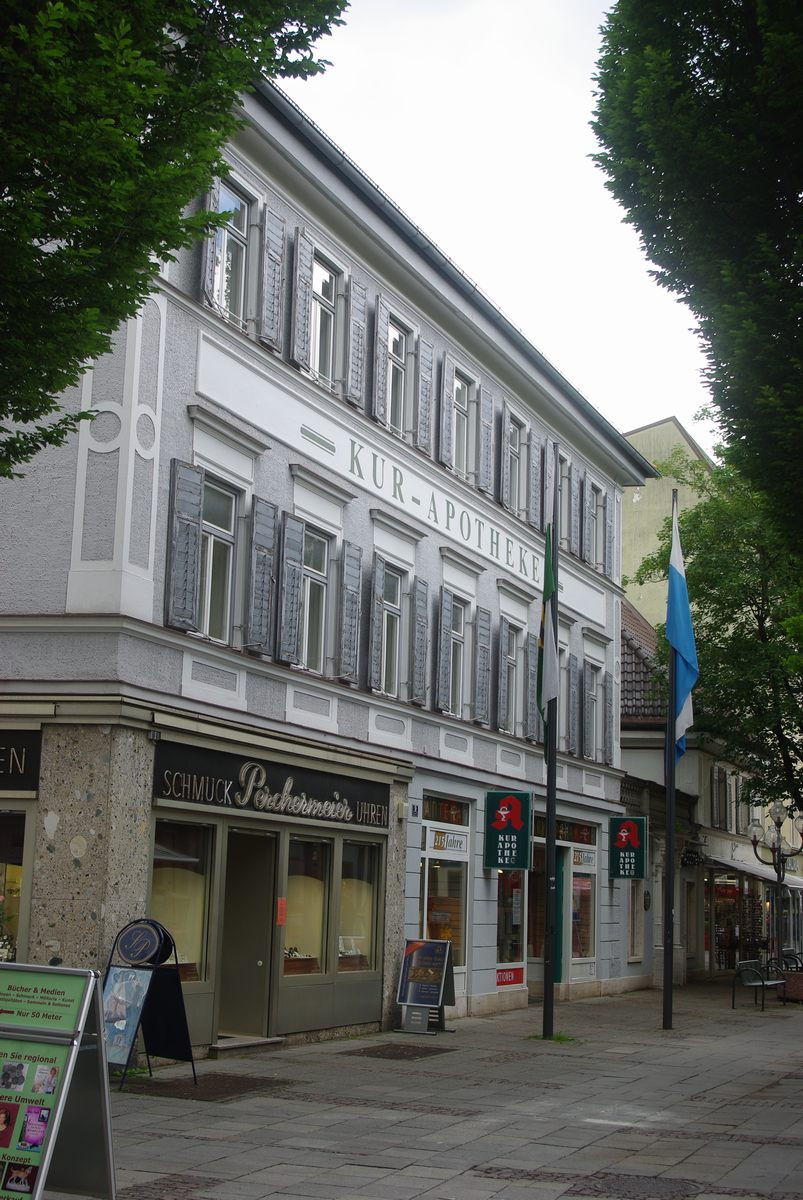
Das denkmalgeschützte Haus in der Ludwigstraße 9, heute Sitz der Kur-Apotheke

Die Kur-Apotheke war die älteste Apotheke in Bad Reichenhall. Die Genehmigung zum Betrieb einer Apotheke in der Salinenstadt erfolgte am 21. August 1801 durch den Kurfürsten Maximilian I. Die Apotheke bestand bis Ende Oktober 2022, das Gebäude Ludwigstraße 9, in dem sich die Apotheke zuletzt seit 1872 befand, steht unter Denkmalschutz und ist unter der Nummer D-1-72-114-54 in die Bayerische Denkmalliste eingetragen.

## Geschichte

### Vorgeschichte
Bis 1801 gab es in Bad Reichenhall keine Apotheke und nur einen Salinenarzt, der als Stadt- und Landphysicus in erster Linie das Salinenpersonal und die Bergleute aus dem Salzbergwerk Berchtesgaden versorgte. Ab 1799 wurde in der Stadt der Wunsch nach einem dauerhaften Physikat lauter. Der Münchner Apotheker Quirin Promolli wurde darauf aufmerksam und wies in einem Schreiben an den bayerischen Kurfürsten Max Joseph auf die mangelnde Arzneimittelversorgung in der Salinenstadt hin. Er führte seine eigene Qualifikation und seine Fähigkeiten für eine Apothekergerechtsame an und würde den Import von Medikamenten aus dem Ausland – also aus Salzburg oder Berchtesgaden – „in Schranken weisen“ und entsprechende Mittel zur Schaffung und Einrichtung einer Apotheke besitzen. Zwei Tage nach Promollis Schreiben gab der Kurfürst ein Gutachten in Auftrag, dabei lag das Hauptaugenmerk auf der Stellungnahme des Kurfürstlichen Hauptsalzamtes Reichenhall, da der überwiegende Teil der Reichenhaller Bevölkerung direkt oder indirekt von der staatlichen Salzproduktion lebte. Innerhalb eines Monats waren die notwendigen Zustimmungen eingeholt und nachdem die Überprüfung von Promollis Person „bestens“ ausfiel, verkündete der Kurfürst am 21. August 1801 die amtliche Erlaubnis zur Führung einer ordentlichen Apotheke.

### Erste Apotheke
Promolli erhielt daraufhin eine Realgerechtsame, die im Zusammenhang mit einem Ladenlokal oder Gewerbe weitergegeben oder verkauft werden konnte. Da sich die Bevölkerung jedoch weiterhin primär beim Bader, bei den Wundärzten oder im Kramerladen mit Medikamenten versorgte, war Promolli im August 1802 „vollends nahrungslos“. Nach einer Beschwerde Promollis verbot die Hofkammer den Badern die Führung von Hausapotheken. Nachdem endlich auch das Physikat mit dem Mediziner und Wundarzt Franz Xaver Jehlin besetzt wurde, verbesserte sich die Lage für die Reichenhaller Apotheke langsam. Promolli veräußerte die Apotheke im September 1803 nach nur zwei Jahren an seinen Kompagnon Johann Nepomuk Pfleger und erwarb aus seinem Erlös die Herzog-Apotheke in München. Pfleger versuchte, mit dem Verkauf von Kaffee und Zucker seine wirtschaftliche Lage zu verbessern, erhielt dafür von den Behörden jedoch keine Genehmigung. Erst nachdem er 1804 den endgültigen Medikamentenentzug bei den drei Badern durchsetzen konnte, war die Existenz seiner Apotheke gesichert. 1816 zog Pfleger in die Weite Gasse 127, die heutige Poststraße 26 gegenüber dem ehemaligen Salzmeierhaus, um. Einige Jahre später übernahm Georg Alt die Geschäfte der Apotheke.

### Übernahme durch Mathias Mack

Mathias Mack

Nach zunehmendem wirtschaftlichen Druck durch das Hauptsalzamt, das für das Salinenpersonal zuerst 33 % und später weitere 10 % Nachlass auf die Medikamente vorschrieb, tauschte der bisherige Besitzer, Georg Alt, 1844 mit Mathias Mack die Apotheke in Reichenhall gegen dessen Apotheke in Kelheim.
Mack wechselte kurz darauf seinen Standort in die Querknergasse 248, der heutigen Ludwigstraße. Das Gebäude befand sich an der südlichen Ecke der heutigen Straßenkreuzung Ludwigstraße und Max-Zugschwerdt-Straße. Mit seinem Fachwissen förderte er in Zusammenarbeit mit Ernst Rinck, dem Besitzer des Axelmannstein, und in seiner zweiten Funktion als Bürgermeister von Reichenhall den Kurbetrieb in der Stadt und damit auch den wirtschaftlichen Erfolg seiner Apotheke. Mack machte sich bald einen Namen mit einem bitteren Kräutersaft, den er auf Verlangen der Gäste auch in alle Welt verschickte und ab 1856 bot er die stark ölhaltige Latschenkiefer als Heilmittel an. Aus der Apotheke wurde in dieser Zeit ein beliebter Treffpunkt für Kurgäste. Macks Söhne Ernst und Joseph übernahmen in den späten 1860er Jahren die Apotheke, Ernst machte sich mit dem Dianabad bald selbständig, Joseph richtete das Unternehmen noch stärker auf die Herstellung von Latschenkiefernprodukten aus.

### Heutiger Standort
1872 zog Joseph Mack mit seinem Geschäft in das ehemalige Bauernbräu in der heutigen Ludwigstraße, wo sich die Kurapotheke noch heute befindet. Mack bot damals neben Medikamenten auch Reichenhaller Quellenprodukte (Trinksole, Bitterwasser und Mutterlauge) an, sowie sämtliche Mineralwässer der führenden Mineralbrunnen Europas, Kefir und die sogenannten Medicinalweine. Aus eigener Produktion stammten neben den Latschenölprodukten die Reichenhaller Klassiker: Alpenkräutersaft, Alpenkräuterwein und Kräuterlimonade. Erst 1901, exakt 100 Jahre nach der Genehmigung an Quirin Promolli für die erste Apotheke in Bad Reichenhall, wurde die zweite Apotheke, die Kronen-Apotheke am Kurpark eröffnet.
Bis heute wechselte die Kur-Apotheke noch mehrfach den Eigentümer, jedoch nicht mehr den Standort. 1999 wurde das Gebäude in Rücksicht auf die Bausubstanz und die Geschichte der Apotheke saniert und renoviert. Erhalten geblieben ist der Schriftzug in Englisch, Französisch und Russisch. Die Salinenapotheke im Magazin I der Alten Saline gehört ebenfalls den Eigentümern der Kur-Apotheke.

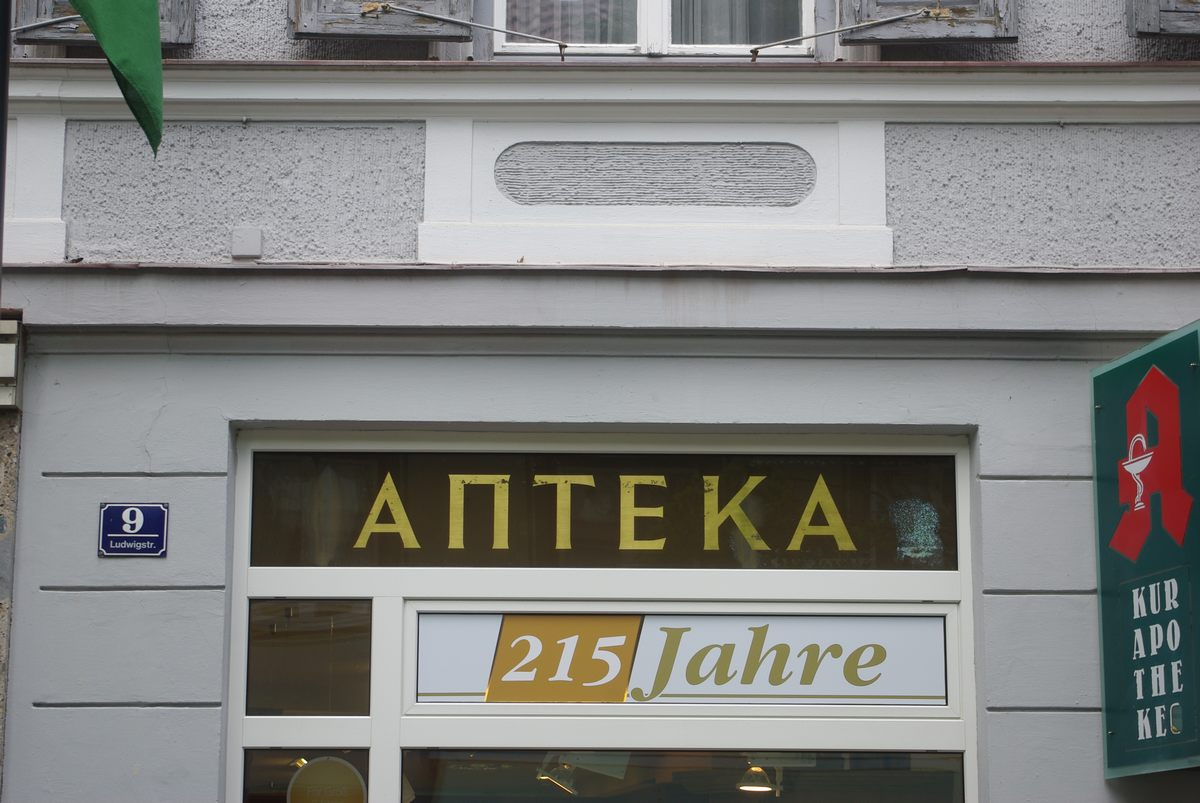
Beschriftung in Russisch,
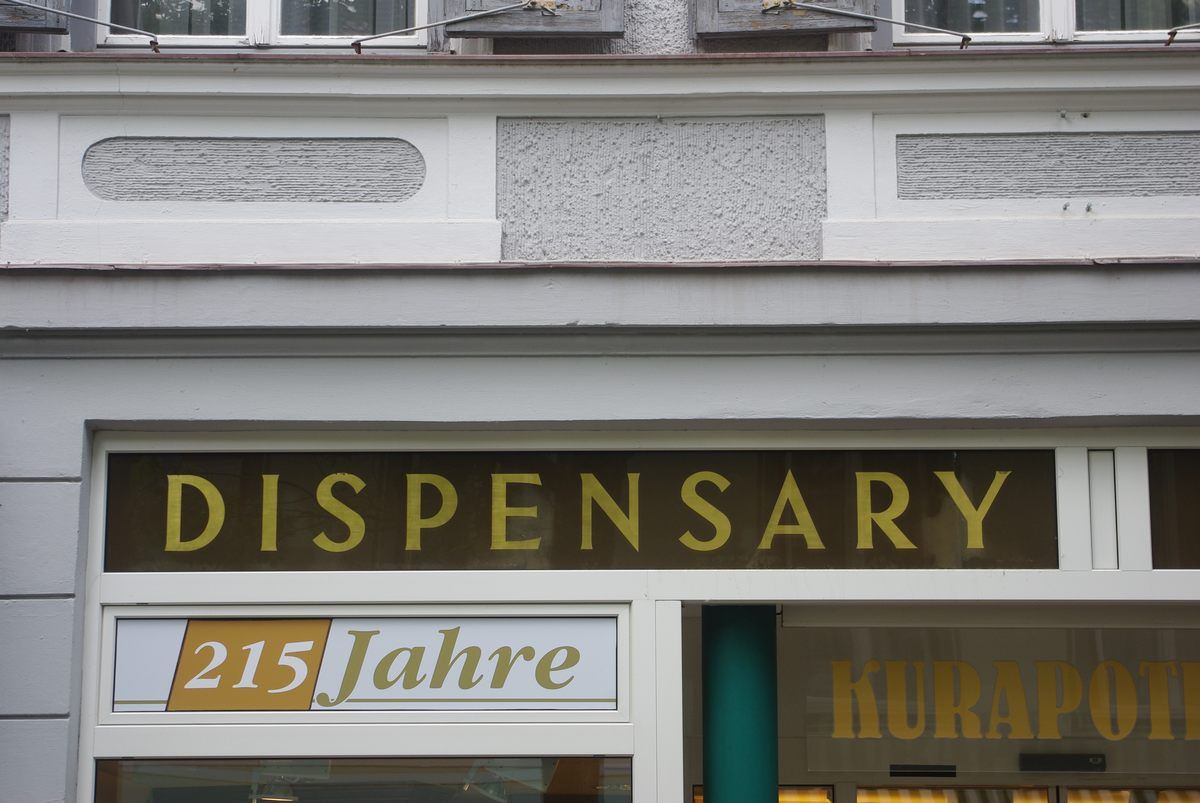
Englisch
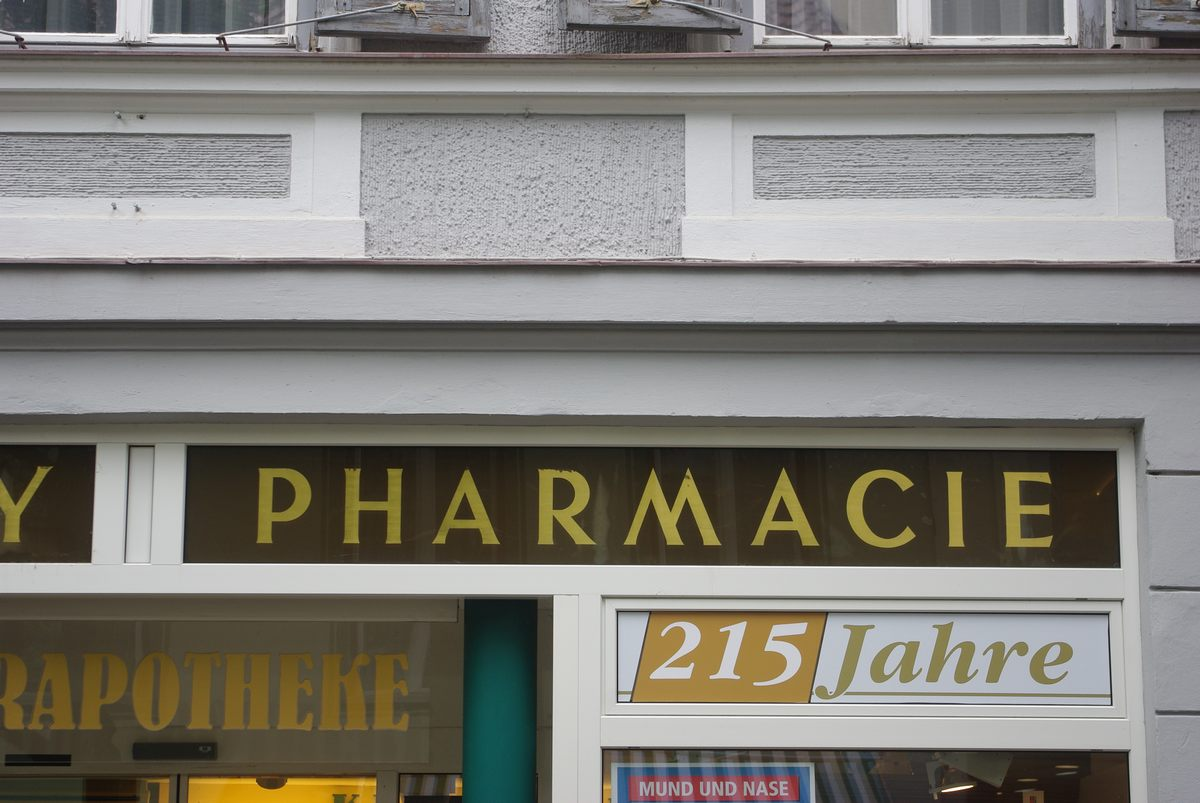
und Französisch

### Schließung
Zum 1. November 2022 wurde die Kur-Apotheke in der Ludwigstraße geschlossen. Nach der Zusammenlegung der zwei Standorte des Unternehmens wird der Geschäftsbetrieb seitdem ausschließlich in der Salinenapotheke in der Alten Saline abgewickelt.